# Лебесовка
Лебесовка — река в Вологодской области России, левый приток Внины.
Берёт исток в болотистой местности на юге Володинского сельского поселения Бабаевского района, течёт на юго-восток и впадает во Внину в 18 км от её устья, на территории Мегринского сельского поселения Чагодощенского района. Длина реки составляет 30 км, площадь водосборного бассейна — 232 км². Населённых пунктов на берегах нет. Крупнейшие притоки — река Волга, Журкинский ручей и река без названия (все левые).

## Данные водного реестра
По данным государственного водного реестра России относится к Верхневолжскому бассейновому округу, водохозяйственный участок реки — Молога от истока и до устья, речной подбассейн реки — Реки бассейна Рыбинского водохранилища. Речной бассейн реки — (Верхняя) Волга до Куйбышевского водохранилища (без бассейна Оки).
Код объекта в государственном водном реестре — 08010200112110000007174.